# Horaeomorphus
Horaeomorphus (лат.) — род коротконадкрылых жуков из подсемейства Scydmaeninae.

## Распространение
Встречаются в Юго-Восточной Азии и восточной и южной Палеарктике (Гималаи, Китай, Тайвань, Япония). Многие виды из Австралии, Мадагаскара и Фиджи требуют ревизии для уточнения их родовой принадлежности.

## Описание
Мелкие коротконадкрылые красновато-коричневые жуки (2—3 миллиметра).
От близких родов отличается следующими признаками: мезовентральный межкоксальный отросток короче средних тазиков и менее приподнят, чем средние тазики (при виде сбоку его вентральный край скрыт мезококсами); метавентральный межкоксальный отросток с двумя длинными шипами, выступающими назад; основание переднеспинки с отчетливой срединной ямкой в дополнение к боковым ямкам; голова с небольшой ямкой на заднемедиальном крае каждого супраантеннального бугорка; базальные надкрылья соединены U-образной бороздкой, простирающейся вперед. Усики 11-члениковые.

## Систематика
Известно около 100 видов. Род был впервые выделен в 1889 году немецким энтомологом Людвигом Вильгельмом Шауфусом (1833—1890). Род включён в состав трибы Cyrtoscydmini Schaufuss, 1889 или Stenichnini Fauvel, 1885 (=Glandulariini, =Glandulariidae).

### Классификация
- Horaeomorphus absconditus Jałoszyński & Nomura, 2008[13]
- Horaeomorphus adamsoniae Franz, 1986[14]
- Horaeomorphus aegrus Jałoszyński & Nomura, 2008
- Horaeomorphus aequalis (Franz, 1986)
- Horaeomorphus ambatolampyensis (Franz, 1986)
- Horaeomorphus ambodivoangyi Franz, 1986
- Horaeomorphus andapensis Franz, 1986
- Horaeomorphus andasyensis (Franz, 1986)
- Horaeomorphus andasyi (Franz, 1986)
- Horaeomorphus andranomandery (O’Keefe, 2000)
- Horaeomorphus angustissimus (Franz, 1986)
- Horaeomorphus anjouanensis Franz, 1986
- Horaeomorphus ankaratrae Franz, 1986
- Horaeomorphus ankaratranus Franz, 1986
- Horaeomorphus anosyensis Franz, 1986
- Horaeomorphus antennatus Jałoszyński, 2006[15]
- Horaeomorphus anthicimadagascanus Jałoszyński, 2014
- Horaeomorphus anthicoides (Lea, 1915)
- Horaeomorphus australis Franz, 1971
- Horaeomorphus babai Jałoszyński, 2003[16]
- Horaeomorphus balatipenis (Franz, 1986)
- Horaeomorphus baloghi Franz, 1979
- Horaeomorphus barbatus Franz, 1986
- Horaeomorphus bicornis Zhou & Li, 2016[17]
- Horaeomorphus biwenxuani Zhou & Zhang, 2016[18]
- Horaeomorphus blattnyi Jałoszyński, 2004[19]
- Horaeomorphus calcarifer (Franz, 1986)
- Horaeomorphus caverniventris Jałoszyński, 2006
- Horaeomorphus chinensis Franz, 1985
- Horaeomorphus comorensis (Franz, 1986)
- Horaeomorphus compactus Franz, 1986
- Horaeomorphus deformatus Jałoszyński, 2006
- Horaeomorphus deharvengi Vit, 2005
- Horaeomorphus diegoi Franz, 1986
- Horaeomorphus endauensis Jałoszyński, Nomura & Idris, 2007
- Horaeomorphus eumicroides L.W. Schaufuss, 1889
- Horaeomorphus fakfakensis Jałoszyński, 2009
- Horaeomorphus gigas Franz, 1986
- Horaeomorphus globosus Franz, 1986
- Horaeomorphus gomyi (Franz, 1986)
- Horaeomorphus hainanicus Zhou & Zhang, 2016
- Horaeomorphus himalayensis Franz, 1974
- Horaeomorphus hujiayaoi Zhou & Zhang, 2016
- Horaeomorphus imaitsanus (Franz, 1986)
- Horaeomorphus imitator Jałoszyński, 2009
- Horaeomorphus inermis Franz, 1986
- Horaeomorphus ishiianus Jałoszyński, 2006
- Horaeomorphus ivelonanus Franz, 1986
- Horaeomorphus jaechi Jałoszyński, 2006
- Horaeomorphus jeraianus Jałoszyński, 2006
- Horaeomorphus kachongensis Franz, 1985
- Horaeomorphus lacertosus (Franz, 1986)
- Horaeomorphus lambomakandroi Franz, 1986
- Horaeomorphus loeblianus Franz, 1992
- Horaeomorphus longicollis Franz, 1986
- Horaeomorphus manangotryanus Franz, 1986
- Horaeomorphus manjakotompoi Franz, 1986
- Horaeomorphus matsaboryi (Franz, 1986)
- Horaeomorphus mauritiensis (Lhoste, 1956)
- Horaeomorphus maximus Franz, 1986
- Horaeomorphus mesaios Jałoszyński & Nomura, 2004
- Horaeomorphus minor Jałoszyński, 2009
- Horaeomorphus moheliensis Franz, 1986
- Horaeomorphus nepalensis Franz, 1973
- Horaeomorphus nitidulus (Franz, 1986)
- Horaeomorphus novaecaledoniae Franz, 1971
- Horaeomorphus nudipennis Franz, 1986
- Horaeomorphus obrus Vit, 2005
- Horaeomorphus paravulgaris (Franz, 1986)
- Horaeomorphus pellifer (Franz, 1986)
- Horaeomorphus pengzhongi Zhou & Zhang, 2016
- Horaeomorphus procerus Franz, 1986
- Horaeomorphus pseudosabahensis Jałoszyński, 2006
- Horaeomorphus punctatissimus Franz, 1992
- Horaeomorphus punctatus Zhou & Zhang, 2016
- Horaeomorphus punctifrons Jałoszyński, 2006
- Horaeomorphus robinsoni Franz, 1986
- Horaeomorphus roussettensis Franz, 1986
- Horaeomorphus sabahensis Franz, 1992
- Horaeomorphus sakarahanus Franz, 1986
- Horaeomorphus sakishimanus Jałoszyński, 2002[20]
- Horaeomorphus samosirensis Jałoszyński, 2009
- Horaeomorphus sarawakensis Franz, 1992
- Horaeomorphus sikorai Franz, 1986
- Horaeomorphus sogaensis (Franz, 1986)
- Horaeomorphus solodovnikovi Jałoszyński, 2014
- Horaeomorphus tamatavae (Franz, 1986)
- Horaeomorphus tananarivensis (Franz, 1986)
- Horaeomorphus tenuissimides Newton, 2017
- Horaeomorphus tibialis Jałoszyński, 2006
- Horaeomorphus tiomanensis Jałoszyński, 2006
- Horaeomorphus vadoni Franz, 1986
- Horaeomorphus valdepunctatus Franz, 1984
- Horaeomorphus vellyi Franz, 1986
- Horaeomorphus verus Jałoszyński, 2014
- Horaeomorphus vulgaris (C. Schaufuss, 1890)
- Horaeomorphus wailimae (Lhoste, 1939)
- Horaeomorphus xiweii Zhou & Yin, 2018[21]